# Rue des Berges-Hennequines
La rue des Berges-Hennequines est une voie du 14e arrondissement de Paris, en France.

## Situation et accès
La rue des Berges-Hennequines est une voie privée située dans le 14e arrondissement de Paris. Elle débute au 22, avenue de la Sibelle et se termine au 12, rue de l'Empereur-Julien.

## Origine du nom
Elle tire son nom en souvenir d'un ancien lieu-dit, « les Berges hennequines ». L'adjectif hennequin est relatif aux feu follet, et les berges sont celles de la Bièvre (affluent de la Seine).

## Historique
La voie, créée dans le cadre de l'aménagement de la ZAC Alésia-Montsouris sous le nom provisoire de « voie AM/14 », prend sa dénomination actuelle par arrêté municipal du 22 janvier 2001 et est ouverte à la circulation publique par arrêté du 29 mars suivant.